# Филимоновское сельское поселение (Челябинская область)
Филимоно́вское се́льское поселе́ние — муниципальное образование в Чебаркульском районе Челябинской области Российской Федерации. В рамках административно-территориального устройства муниципальное образование  соответствует административно-территориальной единице Филимоновский сельсовет.
Административный центр — село Филимоново.

## История
Статус и границы сельского поселения установлены Законом Челябинской области от 16 ноября 2004 года № 311-ЗО «О статусе и границах Чебаркульского муниципального района и сельских поселений в его составе»

## Население
| 2002  | 2010  | 2011  | 2012  | 2013  | 2014  | 2015  |
| ----- | ----- | ----- | ----- | ----- | ----- | ----- |
| 2792  | ↘2553 | ↘2551 | ↘2545 | ↗2569 | ↗2575 | ↘2554 |
| 2016  | 2017  | 2018  | 2019  | 2020  | 2021  |       |
| ↘2542 | ↘2486 | ↘2480 | ↘2447 | ↘2379 | ↗2475 |       |

## Состав сельского поселения
| № | Населённый пункт | Тип населённого пункта       | Население |
| - | ---------------- | ---------------------------- | --------- |
| 1 | Алтынташ         | деревня                      | ↘485      |
| 2 | Зауралово        | деревня                      | ↘221      |
| 3 | Колодкино        | деревня                      | ↘66       |
| 4 | Темир            | деревня                      | ↗332      |
| 5 | Филимоново       | село, административный центр | ↘1449     |